# Francisco Alberto Caamaño
Francisco Alberto Caamaño Deñó (* 11. Juni 1932 in San Juan de la Maguana; † 16. Februar 1973) war ein dominikanischer Oberst, Politiker und Präsident der Dominikanischen Republik.

## Leben

### Herkunft und militärische Laufbahn
Caamaño entstammte einer einflussreichen Offiziersfamilie. Sein Vater Generalleutnant Fausto Caamaño Medina war während der Diktatur von Rafael Leónidas Trujillo Molina von 1952 bis 1955 Staatssekretär im Verteidigungsministerium der Dominikanischen Republik. Nachdem er selbst als Fähnrich in die Kriegsmarine eintrat, folgten aufgrund des familiären Einflusses rasch weitere Beförderungen. Nach dem Besuch von Marineschule im kalifornischen Coronado und der Marine Corps Base Quantico 1954 wurde er zum Kapitänleutnant befördert und war als solcher als Instrukteur tätig. 1960 folgte sein Wechsel zur Nationalpolizei, wo er als Major Kommandeur einer Ausbildungseinheit wurde, mit der er 1962 bei Gefechten gegen Aufständische bei Palma Sola verwundet wurde.
Nach dem Ende der Diktatur Trujillos wurde er 1962 im Range eines Oberstleutnants Kommandeur der Stoßtruppe der Nationalpolizei, den sogenannten „Weißhelmen“ (Cascos Blancos) sowie 1964 der Einheit Radio Patrulla. In Uneinigkeit mit der Korruption innerhalb der provisorischen Regierung des Triumvirats unter Donald Reid Cabral, der Streitkräfte und der Polizei wurde er 1963 nach einem Putschversuch zusammen mit anderen Offizieren in die Luftwaffe versetzt, wo er zunächst Verwendung fand im Trainingszentrum der Streitkräfte (CEFA), dem Sitz der 4. Armeebrigade, aus der die maßgeblichen Anführer beim Sturz des Präsidenten Juan Bosch Gaviño stammten.

### Revolution vom April 1965 und Präsident
Zu dieser Zeit entstand auch die Konstitutionalistische Militärbewegung (Movimiento Militar Constitucionalista) unter Oberst Rafael Fernandez Domínguez, die große Unterstützung innerhalb des Militärs hatte und die Wiedereinsetzung von Präsident Bosch nach einem Militärputsch plante. Im Januar 1965 trat Caamaño dieser Bewegung bei. Das weitere Vorgehen dieser konspirativen Bewegung nahm am 24. April 1965 jedoch unerwartete Züge an. Nach der Verhaftung mehrerer wichtiger Anführer, entschieden sich die verbliebenen Offiziere zum Militäraufstand gegen die Regierung des Triumvirats von Reid Cabral. Caamaño nahm daraufhin in den Morgenstunden des 25. April 1965 den Nationalpalast an der Spitze der Konstitutionalistischen Militärbewegung ein und wurde zugleich Mitglied des nur wenige Stunden amtierenden Revolutionskomitees. Als solcher nahm er zusammen mit dem Provisorischen Präsidenten José Rafael Molina Ureña an einem Treffen bei US-Botschafter William Tapley Bennett Jr. teil, bei dem es um den Austausch der Pläne der unterschiedlichen Kräfte ging.
Nachdem es zu Störungen dieses Treffens und dem Verlassen der Sitzung durch die Mehrheit der politischen Führer kam, begab sich Oberst Caamaño mit mehreren Offizieren in die Neustadt von Santo Domingo, wo er mit Infanterie und Panzereinheiten der CEFA den nördlichen Teil der Hauptstadt einnahm. In der Nacht vom 27. April nahm er in Begleitung der Obristen Montes Arache und Marte Hernández, des Majors Lora Fernández, seines Onkels Hauptmann Alejandro Deñó Serum sowie von Zivilisten, die sich der Konstitutionalistischen Militärbewegung angeschlossen hatten, an der Spitze der 4. Brigade die von Regierungstruppen unter Leutnant Pedro Elias Bisonó verteidigte wichtige Duarte-Brücke ein. Im Anschluss wurde er Führer der Bewegung, die neben der Rückkehr von Präsident Bosch auch die Einhaltung der Verfassung von 1963 forderte. Durch den Radiosender WAPA, der sich im Haus von Bosch in Puerto Rico befand, wurde vom Sieg der von Oberst Caamaño angeführten Revolutionäre berichtet, wobei die Meldung mit den Worten „Gott, Vaterland, Freiheit – Es lebe die Dominikanische Republik“ (Dios, Patria y Libertad – Viva la República Dominicana) endete. In der Nacht des folgenden Tages kündigte die Regierung unter US-Präsident Lyndon B. Johnson eine militärische Intervention (Operation Power Pack) in der Dominikanischen Republik an. Offizieller Grund für die Intervention war dabei der Schutz der dort lebenden US-amerikanischen Staatsbürger, wobei auch die Furcht vor der Errichtung eines neuen kommunistischen Regimes und damit des Risikos eines „weiteren Kuba“ eine maßgebliche Rolle gespielt haben dürfte.
Am gleichen Tag wurde das Konstitutionalistische Kommando unter der Führung von Oberst Caamaño errichtet. Nach diesem Ereignis trat Bosch als Präsident zurück und sah ihn stattdessen als Präsident der Republik an, was Caamaño jedoch ablehnte. Allerdings nahm er bald darauf diese Verantwortung als Führer der Militärbewegung und Präsident der Dominikanischen Republik an.
Nach der Ankunft amerikanischer Truppen am 4. Mai 1965 wurde er in der Festung „El Conde“ in Anwesenheit anderer Revolutionsführer zum Präsidenten der Republik in Waffen vereidigt. Als solcher war er nicht nur politischer, sondern insbesondere militärischer Führer der Revolution, der jedoch auch aufgrund seiner politischen Unerfahrenheit auf einen Beraterstab zurückgriff. Nach dem Angriff der aus US-Amerikanern, Brasilianern, Nicaraguanern und Paraguayern bestehenden Interamerikanischen Friedenstruppen (Fuerzas Interamericanas de Paz (FIP)) am 15. Juni 1965 betrachtete er sich jedoch als uneingeschränkten politischen und militärischen Chef, insbesondere als ihm durch den neuen US-Botschafter William Tapley Bennett Jr. der Angriff der Konstitutionalistischen Zone durch die Interventionstruppen angekündigt wurde und er dem Chef des Generalstabes, dem jetzigen Oberst Lora Fernández, das Feuern auf die ausländischen Truppen befahl, um die Ziele und Ideen der Konstitutionalischen Regierung zu verteidigen. Tatsächlich gelang es den dominikanischen Einheiten zunächst sich hartnäckig gegen die Intervention zu verteidigen.
Allerdings kam es bald zu längeren Verhandlungen mit der Organisation Amerikanischer Staaten (OAS) als Vertreter der amerikanischen Interessen, die letztlich dazu führten, dass er am 3. September 1965 zurücktrat und durch Héctor García Godoy als Präsident ersetzt wurde. Er selbst wurde zunächst Kommandeur der Brigade "Gregorio Luperón". Als er in dieser Position am 19. Dezember 1965 in Santiago de los Caballeros erneut einen militärischen Aufstand plante, wurde er jedoch von Präsident García Godoy im Januar 1966 als Militärattaché an die Botschaft in London versetzt. Diesen Posten hatte er bis Mitte 1967 inne.
Im Anschluss daran begab er sich bis 1972 ins Exil nach Kuba. An der Spitze einer nur acht Mann starken Truppe landete er im Februar 1973 an der dominikanischen Küste bei Azua de Compostela mit der Absicht, eine Guerrillabewegung zu gründen und die Regierung von Präsident Joaquín Balaguer zu stürzen. Am 16. Februar 1973 kam er nach Gefechten mit der Regierungsarmee ums Leben, wobei seine überlebenden Begleiter aussagten, dass er von den Armeeeinheiten hingerichtet worden sei.

## Nachleben
Mehr als zwanzig Jahre nach seinem Tode wurde er offiziell von der dominikanischen Regierung als Held für seinen Versuch der Wiederherstellung einer rechtmäßigen Regierung gewürdigt und eine Straße am Westufer des Río Ozama in Santo Domingo in „Presidente Caamaño“ umbenannt. 2008 wurde ein Bahnhof der Metro Santo Domingo nach ihm benannt und durch Präsident Leonel Fernández eröffnet.